# 拉克利斯
拉克利斯（法語：La Clisse，法語發音：[la klis]）是法国滨海夏朗德省的一个市镇，位于该省中部偏南，属于桑特区。

## 地理
拉克利斯（45°43'59"N, 0°45'46"W）面积5.18 平方千米，位于法国新阿基坦大区滨海夏朗德省，该省份为法国西部滨海省份，北起旺代省，西临大西洋，南至吉倫特省，东南接多爾多涅省，东北接德塞夫勒省接壤，东临夏朗德省。
与拉克利斯接壤的市镇（或旧市镇、城区）包括：科尔姆鲁瓦亚勒、吕沙、尼约勒莱桑特、佩西讷。

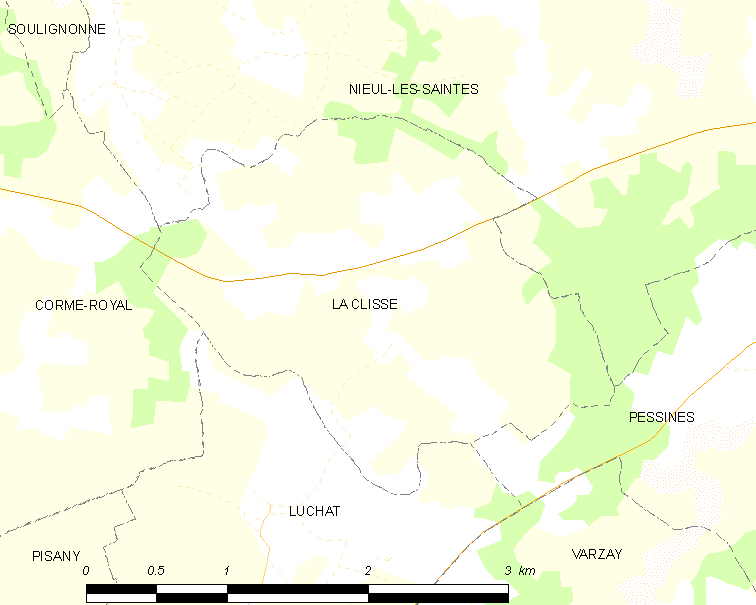
拉克利斯的OSM定位图

拉克利斯的时区为UTC+01:00、UTC+02:00（夏令时）。

## 行政
拉克利斯的邮政编码为17600，INSEE市镇编码为17112。

## 政治
拉克利斯所属的省级选区为泰纳克县。

## 人口

1962-2008年间拉克利斯人口变化图示

拉克利斯于2022年1月1日时的人口数量为744人。